# Ministri della difesa dell'Artsakh
I ministri della difesa della Repubblica dell'Artsakh (fino al 2017 denominata repubblica del Nagorno Karabakh), in armeno Լեռնային Ղարաբաղի Հանրապետության պաշտպանության նախարարություն?, dal 1995 al 2024 sono stati i seguenti.
| Ministro           | Inizio            | Fine              |
| ------------------ | ----------------- | ----------------- |
| Samvel Babayan     | gennaio 1995      | agosto 1999       |
| Seyran Ohanyan     | agosto 1999       | 11 maggio 2007    |
| Movses Hakobyan    | 11 maggio 2007    | 15 giugno 2015    |
| Levon Mnatsakanyan | 15 giugno 2015    | 14 dicembre 2018  |
| Karen Abrahamyan   | 14 dicembre 2018  | 24 febbraio 2020  |
| Jalal Harutyunyan  | 24 febbraio 2020  | 27 ottobre 2020   |
| Mikael Arzumanyan  | 27 ottobre 2021   | 11 settembre 2021 |
| Kamo Vardanyan     | 11 settembre 2021 | 1 gennaio 2024    |

Dalla proclamazione della repubblica del Nagorno Karabakh (6 gennaio 1992) alla fine della prima guerra del Nagorno Karabakh (maggio 1994), non era prevista la figura del Ministro della difesa ma il ruolo veniva svolto dal Comandante dell'Esercito di difesa del Nagorno Karabakh.